# Pelexia phallocallosa
Pelexia phallocallosa là một loài thực vật có hoa trong họ Lan. Loài này được R.J.V.Alves mô tả khoa học đầu tiên năm 1991.